# Frano Čale
Frano Čale (Trebinje, 8. srpnja 1927.  – Zagreb, 24. kolovoza 1993.), hrvatski književni povjesničar, esejist, teatrolog i prevoditelj.

## Životopis
Studij romanistike završio u Zagrebu 1952. godine, a doktorirao 1960. Bio profesor na zagrebačkom Filozofskom fakultetu. Izučavao djelo Držića, Dantea, Boccaccia, Petrarke, Machiavellija. Uz spomenute talijanske pisce, prevodio na hrvatski jezik i Goldonija, Leopardija, Foscola i dr. Bavio se i talijansko-hrvatskim kazališnim vezama.  

## Djela
- Talijanski dramski teatar u Zagrebu 1880. – 1941. (JAZU, 1962.),
- O književnim i kazališnim dodirima hrvatsko-talijanskim  (1968.),
- Talijanska lirika od postanka do Tassa (antologija, 1968.),
- Marin Držić (1971.),
- Petrarca i petrarkizam (1971.),
- Od stilema do stila (1973.),
- Classici e Moderni della litteratura italiana (s M. Zorićem, 1973.),
- Francesco Petrarca: Il Canzoniere-Kanconijer (1973.),
- Talijanska književnost (s M. Zorićem, 1974.),
- Dante Alighieri: Djela I-II (s M. Zorićem, 1976.),
- Tragom Držićeve poetike (1979.),
- Na mostu Talija (1979.),
- O životu i djelu Marina Držića (1979.),
- Giovanni Boccacio: Djela, I-II (s M. Zorićem, 1981.),
- Giovanni Pascoli: Pjesme (1982.),
- Izvor i izvornost (1984.),
- Igre u Njarnasgradu (1984.),
- Usporedbe i tumačenja (1991.).